# ムーン・リー
ムーン・リー（李 賽鳳・Moon Lee、1965年2月14日 - ）は、香港の女優。

## 来歴・人物
6歳の時から父親の仕事の関係で12歳まで台湾に移り住む。
15歳の時、学校の催しで舞踏を発表していた際、麗的電視（以下RTV。後の亜州電視）放送のドラマ『大地恩情』の娘役を探していたRTVのプロデューサー蕭顕輝の目に止まり、スカウトされ芸能界入りする。
デビュー作となった『大地恩情』では主役一家の娘役、翌1981年のドラマ『大控訴』では主役刑事の妹役をそれぞれ演じ、新人としては大きな期待をかけられた。1984年には、ドラマ『醉拳王無忌』のヒットで一躍注目を浴び、愛らしいルックスから人気が出てトップ女優へと駆け上がる。また、このドラマで初めてカンフーを披露し、これがきっかけとなり1986年にRTVを離れるまでの間の出演ドラマは武侠ものが中心となる。ただし、この当時はまだアイドル女優としての扱いを受けていた。
彼女が本格的なアクション女優としての地位を確立したのは、自身初となるアクション映画の主演で、西城秀樹との共演でも話題となった1987年の『天使行動』である。この映画では高さ6階の場所で柱をよじ登ってビル内に侵入するという危険なシーンがあったが、彼女はノースタントで演じている。本人曰く、このシーンでは命綱を付けず、地上には安全マットも敷かれていなかったという。続く『天使行動2』でも高さ25メートルの場所に作られた管制塔が爆破され、そこから飛び降りて脱出するというシーンを自ら演じており、アイドル女優からの転身とは思えない度胸の良さを見せている。これらについては「少し怖いとは思うが、（拒否する事で）アクション指導の人を失望させてしまう事が心苦しかったから」と後のインタビューで述べている。なお、『天使行動』シリーズではシンシア・ラスター（大島由加里）との共演もしている。しかし1989年の映画『群狼大戦』では、爆破シーンでの事故により、顔と手首周辺の腕部、手の甲に大火傷を負った。それでもアクションに対する情熱は変わらず、多くのアクション映画に出演した。
その一方で、90年代の香港4大女武打星（女武打星=打撃系アクション女優）の一人として名を連ねながら、大掛かりな大作映画には出演する事はなく、低い制作費で作られたアクション映画に出演し続けた。その為1986年にRTVを離れてからはヒット作と呼べる作品は極僅かで、1990年以降の出演映画はソフト化されていない作品が大半を占めている。
20代後半で映画界から退いた後は自ら設立した舞踏教室の指導者としての活動がメインとなり、芸能界から半引退状態となる。2001年には、外科医の羅啓仁と結婚、結婚後に羅が設立した劇団の仕事に従事していた。
しかし、2007年6月に義理の息子との不倫が原因で離婚するとの報道が伝えられ（中国には、自分の気に入った人物や親しい間柄の友人と、より絆を強める為に相手の子供などと義理の家族の関係を結ぶ習慣があり、戸籍謄本に反映するようなものではなく、当然の事ながら同じ家に住むわけではない）、羅とは4年後の2011年に正式に離婚した。

## 主な出演作品

### 映画
- 交叉零蛋（1981年）
- 新蜀山劍侠(蜀山奇傅 天空の剣) （1983年）
- 波牛(チャンピオン鷹) （1983年）
- 奇謀妙計五福星(五福星) （1983年）
- 威龍猛探(プロテクター) （1985年）
- 時來運轉（1985年）
- 夏日福星(七福星) （1985年）
- 殭屍先生(霊幻道士) （1985年）
- 國父孫中山與開國英雄(孫文) （1986年）
- 殭屍家族(霊幻道士2 キョンシーの息子たち!) （1986年）
- 盡訴心中情 （1987年）
- 天使行動(天使行動) （1987年）
- 天使行動Ⅱ火鳳狂龍(天使行動2) （1988年）
- 殺手天使(キラーエンジェル 戦慄の天使たち) （1989年）
- 獵魔群英(群狼大戦) （1989年）
- 天使行動Ⅲ魔女末日(天使行動3) （1989年）
- 金牌師姐（1989年）
- 赤色大風暴（1990年）
- 初到貴境（1990年）
- 水玲瓏（1990年）
- 夜魔先生（1990年）
- 衛斯理之覇王卸甲（1991年）
- 禿鷹檔案（1991年）
- 天使特警（1991年）
- 契媽唔易做（1991年）
- 夢醒血未停（1991年）
- 新龍爭虎鬥（1992年）
- 偸神家族（1992年）
- 92覇王花與覇王花（1992年）
- 末路狂花（1992年）
- 妙探雙嬌（1992年）
- 金三角群英會（1993年）
- 覇海紅英（1993年）
- 天使狂龍（1993年）
- 火種（1993年）
- 警網雄風（1993年）
- 小鬼奇兵（1994年）
- 助念新星（2008年）

### テレビドラマ
- 大地恩情（1980年、RTV・麗的電視）
- 大控訴（1981年、RTV・麗的電視）
- 我要高飛（1981年、RTV・麗的電視）
- 阿SIR阿SIR（1982年、ATV・亞洲電視）
- 洋葱花（1983年、ATV・亞洲電視）
- 醉拳王無忌（1984年、ATV・亞洲電視）
- 我愛美人魚（1984年、ATV・亞洲電視）
- 醉拳王無忌 日帝月后（1984年、ATV・亞洲電視）
- 左鄰右里（1984年、RTHK・香港電台）
- 香江歳月（1984年、RTHK・香港電台）
- 濟公（1985年、ATV・亞洲電視）
- 仙女多情（1985年、ATV・亞洲電視）
- 魅力九龍塘（1985年、ATV・亞洲電視）
- 越女劍（1986年、ATV・亞洲電視）
- 霸王花（1993年、CTS・中華電視）
- 南拳北腿（1995年、TVB・無線電視）
- 普通話親子劇場（1998年、RTHK・香港電台）
- 中華大丈夫（1999年）

### バラエティ番組
- 夜のヒットスタジオ（1987年、フジテレビ）
- オールナイトフジ（1987年11月28日、フジテレビ）
- 連環泡（1988年1月8日）